# Треваго
Треваго (ісп. Trévago) — муніципалітет в Іспанії, у складі автономної спільноти Кастилія-і-Леон, у провінції Сорія. Населення — 68 осіб (2010).
Муніципалітет розташований на відстані близько 210 км на північний схід від Мадрида, 32 км на схід від Сорії.

## Демографія
Динаміка населення (INE ):

## Галерея зображень

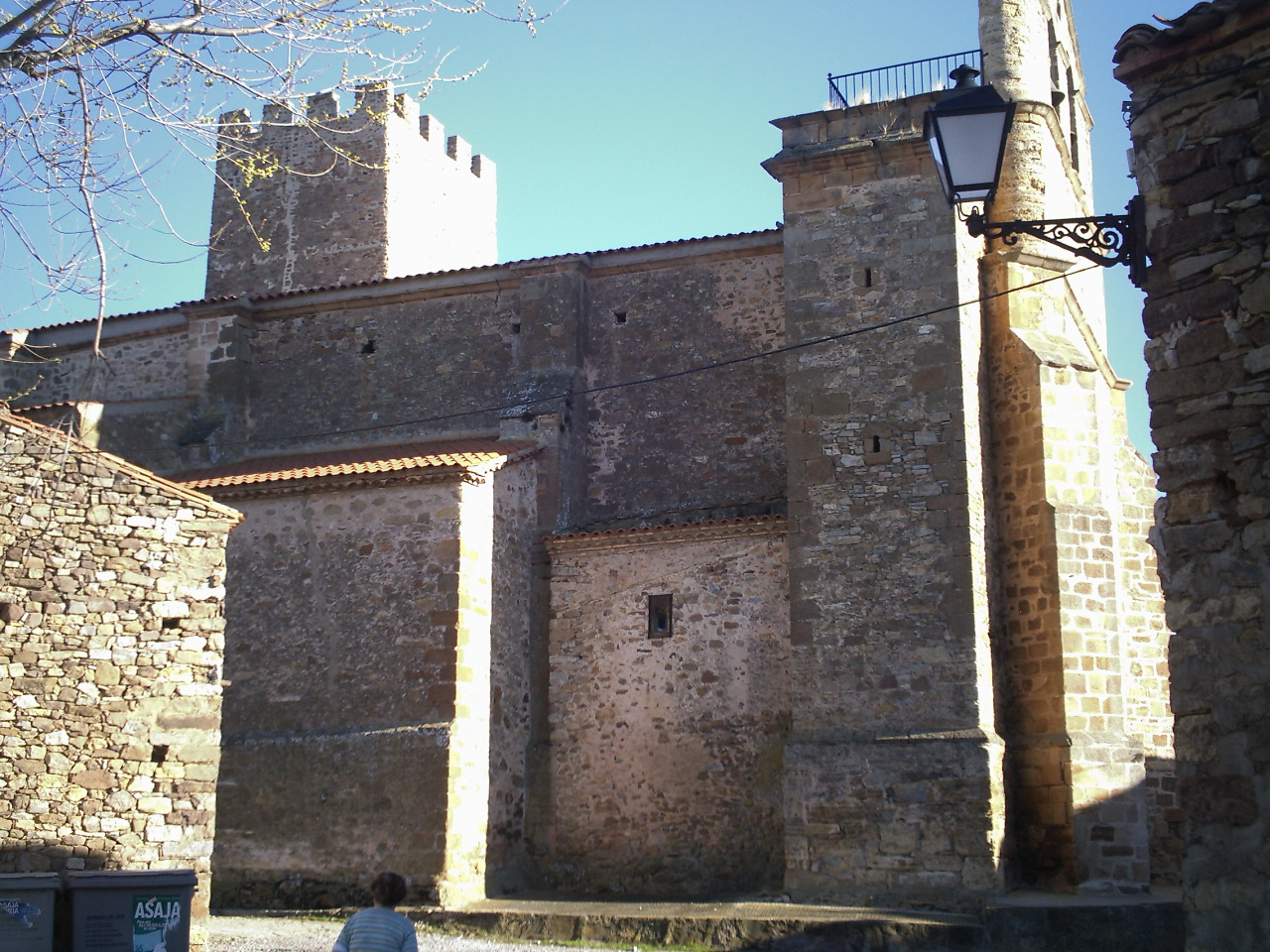
Треваго, церква і вежа
Розташування муніципалітету Треваго